# Sarah McLeod (cantante)
Sarah Yvette McLeod (Adelaide, 1º febbraio 1973) è una cantante australiana.

## Biografia
Dal 1997 al 2004 Sarah McLeod è stata membro del gruppo The Superjesus; insieme hanno pubblicato tre album in studio, trovando successo nelle classifiche australiane e ricevendo vittorie e candidature agli ARIA Music Awards. Dal 2013 si sono riuniti in occasione di tour e concerti nazionali.
Nel 2005 ha firmato un contratto discografico come artista solista con la Golden Robot Records. Il suo primo album in studio, intitolato Beauty Was a Tiger, è stato pubblicato a settembre del medesimo anno ed ha raggiunto il 31º posto della ARIA Albums Chart. È stato promosso dai singoli Private School Kid e He Doesn't Love You, arrivati rispettivamente al 33º e al 99º posto. Sono poi usciti, nel 2010 e nel 2017, altri due album in studio da solista della cantante, Madness e Rocky's Diner, il secondo dei quali ha raggiunto il 20º posto nella classifica nazionale.

## Discografia

### Album in studio
- 2005 – Beauty Was a Tiger
- 2010 – Madness
- 2017 – Rocky's Diner

### Album dal vivo
- 2006 – Live & Acoustic

### EP
- 2010 – Untitled
- 2013 – 96% Love Song Book

### Singoli

#### Come artista principale
- 2005 – Let's Get Together
- 2005 – Private School Kid
- 2006 – All but Gone
- 2006 – He Doesn't Love You
- 2009 – Tell Your Story Walking
- 2010 – White Horse
- 2010 – Double R
- 2010 – Dancing in the Dark
- 2011 – Love & Honour
- 2014 – Man the Life Boats (con Jeff Martin)
- 2014 – Scouts Honour
- 2018 – Rain

#### Come artista ospite
- 2011 – Falling Out of Love (EDX feat. Sarah McLeod)
- 2012 – The Real Thing (I Am Sam fear. Sarah McLeod)
- 2013 – Hurricane (Dzeko & Torres feat. Sarah McLeod)
- 2013 – Magik (Patrick Hagenaar feat. Sarah McLeod)